# Лагно Марина Веніамінівна
Марина Веніамінівна Лагно (П'яних) (нар. 17 лютого 1957, Ангарськ, Іркутська область) — українська російськомовна поетеса. Член Національної спілки письменників України.

## Життєпис
Закінчила Київський університет. Автор поетичних збірок: «Благодаря и вопреки», «Пусть холодная моя заря», «За снежной сеткой».